# ГЕС Kobbelv
ГЕС Коббельв (норв. Kobbelv) — гідроелектростанція в центральній частині Норвегії, за 80 км на північний схід від Буде. Викорситовує ресурси зі сточища річок Kobbelva та Sorfjordelva, які впадають у одну з заток Sørfolda, котрий в свою чергу є відгалуженням великого фіорду Фолда (Фолла).
Машинний зал станції розташований на східному узбережжі озера Kobbvatnet (Njuorjojávri), головною притокою якого є річка Gjerdalselva (Jierddavoumjahka, у верхів'ї Stillelva). На її правому та лівому витоках створено 3 водосховища: Slæddovagjav'ri (припустиме коливання рівня поверхні між позначками 649 та 653 метри НРМ), Livsejav'ri (670/710 метрів НРМ, природним шляхом дренується до попереднього) та Reinoksvatnet (615/680 метрів НРМ, утримується греблею висотою 21 метр та при площі поверхні 5 км2 має об'єм у 390 млн м3). Водозбірний тунель довжиною біля 10 км, що починається з розташованих поряд двох перших сховищ, прямує в південному напрямку повз третє та закінчується в озері Forsvatnet. Особливістю цієї споруди є її вихід до кінцевої водойми на великій глибині — 119 метрів.
Forsvatnet (Linnajav're), яке дренується до Kobbvatnet через річку Austerelva, має припустиме коливання рівня поверхні між позначками 520 та 620 метрів. Окрім природного стоку та ресурсу із зазначеного вище тунелю, сюди надходить вода з невеликого озера Bajep Gasskajávrre (у верхів'ї Jierddajahka, лівої притоки лівого витоку Gjerdalselva), котра перекидається через Vuolep Gasskajávrre, яке природно дренується до Forsvatnet.
Forsvatnet є лише однією (хоч і найбільшою) з чотирьох водойм, котрі постачають ресурс до підвідного дериваційного тунелю станції, як то:
- Litletindvatnet, що має природний стік через ліву притоку Gjerdalselva річку Tverrrelva з регульованим діапазоном між 685 та 689 метрів НРМ;
- Varrevæjekajav'ri, котре так само як і Forsvatnet дренується через Austerelva та має припустиме коливання поверхні між 565 та 599 метрів НРМ;
- Langvatn, яке єдине з усіх резервуарів системи має стік до Sørfolda через річку Sorfjordelva (гирло трохи південніше від гирла Kobbelva). У цій водоймі поверхня може коливатись між позначками 545 та 622 метри НРМ.
Підвідний тунель починається від Langvatn та прямує спершу на північ, проходячи повз Varrevæjekajav'ri та Forsvatnet. Далі його траса повертає на північний захід, приймає ресурс з двох водозаборів на правих притоках Austerelva, а після зустрічі з відгалуженням від Litletindvatnet прямує на захід до машинного залу. Довжина системи підвідних тунелів перевищує 20 км, всього ж в межах проекту ГЕС Kobbelv були прокладено біля 40 км тунелів різного призначення.
Підземний машинний зал обладнаний двома турбінами типу Френсіс потужністю по 150 МВт, які при напорі у 611 метрів забезпечують виробництво 720 млн кВт-год електроенергії на рік.
Відпрацьована вода відводиться у озеро Kobbvatnet.